# Jean Frédéric Frenet
Jean Frédéric Frenet (n. 7 februarie 1816 la Périgueux – d. 12 iunie 1900 la Périgueux) a fost un matematician, astronom și meteorolog francez.
Este cunoscut în special pentru formulele lui Frenet din geometria diferențială, pe care le-a formulat în teza sa de doctorat prezentată la Toulouse în 1847.
În același an devine profesor în același oraș, ca un an mai târziu să intre ca profesor de matematică la Lyon.
A fost director al observatorului astronomic din Lyon.
Cea mai valoroasă lucrare a sa este Recueil d'exercices sur le calcul infinitésimal ("Culegere de exerciții de calcul infinitezimal"), apărută în 1856.
Celebrele sale formule le-a publicat în Journal de mathématiques pures at appliques ("Jurnal de matematici pure și aplicate"), apărut în 1852.
1. 1 2  MacTutor History of Mathematics archive, accesat în 22 august 2017
2. ↑  Jean Frenet, Baza de date Léonore, accesat în 9 octombrie 2017
3. ↑  Autoritatea BnF, accesat în 10 octombrie 2015